# Cavicchio

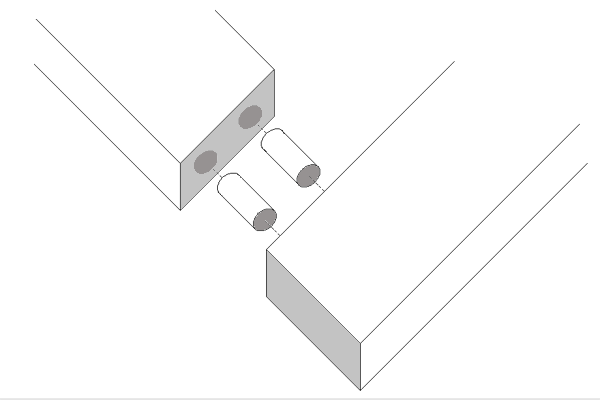
Una giunzione realizzata mediante cavicchi

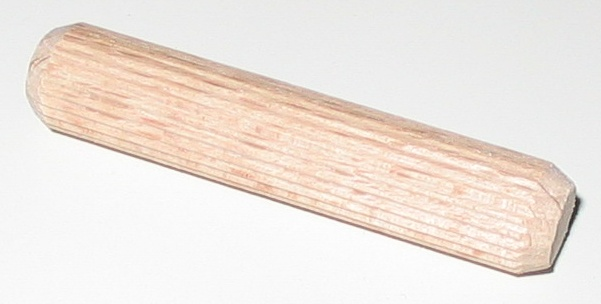
Cavicchio o spina in legno

Il cavicchio è un cilindro in legno duro, normalmente faggio, di diametro variabile tra 6-8-10-12 o più millimetri e di lunghezza dai 20 ai 40 o più millimetri.
Viene utilizzato nell'industria dei mobili per assemblare i vari pezzi componenti o per realizzare giunture. Per il lavoro di bricolage sono disponibili anche sotto forma di barre della lunghezza di 1 metro, dalle quali ricavarli, tagliandoli alla lunghezza voluta.

## Descrizione
Il cavicchio è un elemento di giunzione impiegato nei manufatti in legno per tenere uniti i pezzi che lo compongono, ed è usato da secoli dagli artigiani mobilieri. La forma di quello utilizzato attualmente è cilindrica, mentre quello artigianale realizzato a mano con lo scalpello era a sezione leggermente conica e veniva piantato negli elementi da unire con il martello.
Ultimamente la moderna produzione industriale di serie ha abbandonato il precedente sistema di giunzione tenone-mortasa, utilizzato  per unire i vari elementi componenti un mobile, preferendo il sistema a cavicchio cilindrico. 

Nella giunzione tenone-mortasa l'elemento di giunzione, il tenone, a forma di parallelepipedo, era ricavato dal pieno riducendo lo spessore sui quattro lati di un listello da fissare. La mortasa è un foro di sezione rettangolare, ricavabile sia manualmente con lo scalpello sia con macchine utensili, in cui si inserisce incollandolo il tenone. Nelle moderne lavorazioni industriali il tenone non è più tutto un pezzo con il listello ma un cavicchio inserito su un foro debitamente predisposto sui due pezzi da unire. L'assemblaggio definitivo avviene inserendo della colla sui fori predisposti e serrando le parti con un morsetto.
Esistono inoltre macchine automatiche dette spinatrici in grado di sparare nei fori una goccia di colla vinilica e la spina. In genere sono realizzate facendo vibrare in un apposito piatto cilindrico girevole delle spine. Questo contenitore riordina le spine allineandole e spingendole verso un tubo flessibile. Il tubo porta in maniera ordinata le spine verso una pistola che con un pistone ad aria spinge la spina nel foro.
A volte inoltre il cavicchio è utilizzato con funzione puramente decorativa per coprire le teste di viti o chiodi; in ogni caso il procedimento per inserirli è sempre il medesimo.
In modo particolare questo uso comincia tra la fine del sec. XIX e i primi del XX con l'uso industriale delle viti per l'assemblaggio del tavolame di tamponatura degli infissi esterni (porte e portoni).